# Грабовец (Черневецкий район)
Грабовец (укр. Грабовець) — село на Украине, находится в Черневецком районе Винницкой области.
Код КОАТУУ — 0524984507. Население по переписи 2001 года составляет 161 человек. Почтовый индекс — 24124. Телефонный код — 4357.
Занимает площадь 0,627 км².

## Адрес местного совета
24106, Винницкая область, Черневецкий р-н, с. Мазуровка, ул. Ленина, 70